# Marley & Me (memorias)
Marley & Me: Life and Love with the World's Worst Dog es un libro autobiográfico por el periodista John Grogan, publicado en 2005, acerca de los trece años que él y su familia pasaron con su labrador retriever, Marley. 

## Sinopsis
Contado en primera persona, el libro relata la vida de Grogan y su familia durante trece años que vivieron con su perro Marley, y las relaciones y lecciones de este período. Marley, un labrador retriever amarillo, es descrito como un perro muy nervioso, y bullicioso. Es fuerte, poderoso, siempre hambriento, y a menudo destructivo de las cosas (pero sin malicia). Sus actos y comportamientos son perdonados, ya que es claro que tiene un corazón de oro.
Marley fue filmado en una apariencia de dos minutos en la película de 1996 The Last Home Run.
El fuerte contraste entre los problemas y las tensiones causadas por su neurosis y comportamiento, y la eterna devoción, amor y confianza mostrada hacia la familia humana cuando ellos tienen hijos y crecen aceptándolo por lo que es, y su dolor cuando finalmente muere de una condición de estómago en la tercera edad.

## Novela
En la autobiografía, el autor afirma que el elogio que escribió en su diario después de la muerte de su perro recibió más respuestas que cualquier otra columna que había escrito en su vida profesional.

## Adaptaciones
En 2008, la novela fue adaptada a una película, también titulada Marley & Me, protagonizada por Owen Wilson y Jennifer Aniston y dirigida por David Frankel.